# موتور جهانغيري
موتور جهانغيري (بالإنجليزية: Mowtowr-e Jaha Nagiri)‏ هي منطقة سكنية تقع في سيستان وبلوتشستان في إيران.